# Irinjin
 (octobre 2023).
La mise en forme du texte ne suit pas les recommandations de Wikipédia : il faut le « wikifier ».
Les points d'amélioration suivants sont les cas les plus fréquents. Le détail des points à revoir est peut-être précisé sur la page de discussion.
- Les titres sont pré-formatés par le logiciel. Ils ne sont ni en capitales, ni en gras.
- Le texte ne doit pas être écrit en capitales (les noms de famille non plus), ni en gras, ni en italique, ni en « petit »…
- Le gras n'est utilisé que pour surligner le titre de l'article dans l'introduction, une seule fois.
- L'italique est rarement utilisé : mots en langue étrangère, titres d'œuvres, noms de bateaux, etc.
- Les citations ne sont pas en italique mais en corps de texte normal. Elles sont entourées par des guillemets français : « et ».
- Les listes à puces sont à éviter, des paragraphes rédigés étant largement préférés. Les tableaux sont à réserver à la présentation de données structurées (résultats, etc.).
- Les appels de note de bas de page (petits chiffres en exposant, introduits par l'outil «  Source ») sont à placer entre la fin de phrase et le point final[comme ça].
- Les liens internes (vers d'autres articles de Wikipédia) sont à choisir avec parcimonie. Créez des liens vers des articles approfondissant le sujet. Les termes génériques sans rapport avec le sujet sont à éviter, ainsi que les répétitions de liens vers un même terme.
- Les liens externes sont à placer uniquement dans une section « Liens externes », à la fin de l'article. Ces liens sont à choisir avec parcimonie suivant les règles définies. Si un lien sert de source à l'article, son insertion dans le texte est à faire par les notes de bas de page.
- La présentation des références doit suivre les conventions bibliographiques. Il est recommandé d'utiliser les modèles {{Ouvrage}}, {{Chapitre}}, {{Article}}, {{Lien web}} et/ou {{Bibliographie}}. Le mode d'édition visuel peut mettre en forme automatiquement les références.
- Insérer une infobox (cadre d'informations à droite) n'est pas obligatoire pour parachever la mise en page.

Pour une aide détaillée, merci de consulter Aide:Wikification.
Si vous pensez que ces points ont été résolus, vous pouvez retirer ce bandeau et améliorer la mise en forme d'un autre article.
Irinjin ou Irenjin (tibétain : རིན་ཆེན, Wylie : rin chen, THL : Rinchen) est une personnalité tibétaine. 

## Vie
Il est le fils de l'émir Sarija (son nom pourrait aussi être une mauvaise lecture de George) et le neveu de Doquz Khatun, donc arrière-petit-fils de Toghrul. Son père est arrivé en Iran avec Hulagu et a été enterré dans l'église nestorienne de Maragheh. Il avait également une sœur appelée Toqtani ou Toqiyatai (décédée en 1292) qui épousa successivement Hulagu, Abaqa et Qonqurtai. Une autre de ses sœurs était Uruk Khatun, mariée à Arghun. Il est devenu le partisan de Baydu lorsqu'il a libéré son fils Kipchak de la cour de Gaykhatu en 1295.

### Règle en Anatolie
Après l'avènement d'Öljaitü, il fut nommé nouveau vice-roi d'Anatolie en juin 1305. Son quartier général était centré à Niksar. Le vizir d'Öljaitü, Sa'd al-Daula Savaji, a nommé son neveu Sharaf al-Din Musafir comme percepteur des impôts d'Irinjin, Ahmad Lakushi comme vizir  et l'émir Agacheri comme son commandant en chef. Sa monopolisation des devoirs et des fonctions poussa plusieurs officiers et émirs à abandonner leurs nominations, comme Ögedei, fils de Shiktur Noyan de Jalairs. Il quitta temporairement son poste en Anatolie en 1307 pour rejoindre la campagne d'Öljaitü à Gilan.
Son règne en Anatolie fut largement désapprouvé. À une occasion, il assiégea un bey turc appelé Ilyas au Sultan Han avec 20 000 soldats mongols, causant de nombreux dégâts. Après la fin de la bataille, il a exigé une compensation de 6 000 dirhams par soldat du mutawalli des waqfs anatoliens Karim ul-Din Aqsarai. Ses protégés locaux, par exemple, un bey turc appelé Shemgit-oglu, étaient connus pour attaquer et assassiner des cheikhs, des nobles et des notables à Aksaray. Un autre de ses protégés, le cousin de Taghachar, Bilarghu, fit exécuter les rois arméniens Hetoum II et Léon III en 1307. Après l'insurrection arménienne, Bilarghu dut fuir vers Irinjin à Sivas. Après de nombreuses plaintes de la population locale et son incapacité à répondre à l'invasion karamanide de Konya, Irinjin fut rappelé d'Anatolie en 1314.
Il gagna de nouveau les faveurs lorsqu'Abu Sa'id hérita du trône d'Ilkhanate en 1316. Le nouveau régent d'Abu Sa'id, Sevinch, nomma Irinjin au gouvernorat de Diyar Bakr, mais cela changea rapidement après la mort de Sevinch en 1318. Le nouveau régent Chupan, tout en nommant son propre fils Timurtash à l'ancien poste d'Irinjin en Anatolie, rappela Amir Sutai à Diyar Bakr en 1318, laissant Irinjin hors de la politique de l'Ilkhanate.

## Révolte en 1319
La rivalité d'Irinjin avec Chupan l'a amené à se joindre à Qurumushi, un autre émir de Kerait et commandant de la garnison mongole en Géorgie. En plus d'être tous deux Keraites, Qurumushi et Irinjin étaient tous deux liés par alliance à il-khan Tekuder. Qurumushi s'est révolté après sa réprimande par Chupan, parce qu'il n'était pas venu en aide à Abu Sa'id contre l'invasion d'Ozbeg de la Horde d'or. Toqmaq, le subordonné de Chupan, a également fait défection du côté des rebelles, en raison de sa vieille rivalité avec Demasq Kaja, fils de Chupan. La main de Tursin, la fille d'Irinjin, a été recherchée par Toqmaq, mais a finalement été mariée à Demasq Khaja sur ordre d'Öljaitü. Le fils d'Irinjin, Shaykh Ali, était le favori d'Abu Sa'id et son fauconnier depuis son gouvernorat du Khorasan, ce qui a amené certains chercheurs à croire que la révolte était bien orchestrée par Abu Sa'id lui-même qui voulait se débarrasser de Chupan. L'armée rebelle de Qurumushi, forte de 40 000 hommes, a capturé Chupan avec ses deux fils et 2 000 hommes sans surveillance près de la Géorgie et l'a fait fuir. C'est à ce moment-là qu'Irinjin a ouvertement rejoint la révolte.
Lorsque la nouvelle de la défaite de Chupan parvint à Soltaniyeh, le fils et la fille d'Irinjin acceptèrent de piller les biens de Demasq Kaja, mais furent empêchés de le tuer par Ögrünch, l'émir ouïghour. Irinjin, de son côté, a pillé les biens de Timurtash en Anatolie. Les armées rebelles ont fusionné près du Nakhitchevan et ont mis le cap sur l'armée principale d'Abu Sa'id peu de temps après. Les armées de l'Ilkhanat étaient commandées par Abu Sa'id lui-même au centre avec Ögrünch et Chupan, tandis que ses oncles Oirat Ali Padshah et Muhammad étaient positionnés sur l'aile gauche. L'aile droite était commandée par Mahmud b. Esen Qutluq et Shayk Ali b. Ali Qushchi. De leur côté, Irinjin commandait le centre du côté rebelle avec son épouse la princesse Könchek, l'émir Toqmaq et son frère Aras commandaient la gauche, tandis que Qurumushi commandait le flanc droit. Une tentative de paix de dernière seconde de Qutluqshah, l'épouse d'Irinjin, a été vaine. Une bataille décisive eut lieu le 20 juin 1319 près de Mianeh avec la victoire de l'Ilkhanate. Irinjin a été capturé à proximité de Kaghazkunan, près de Khalkhal.

### Conséquences
Lors du procès à Soltaniyeh, Irinjin a affirmé qu'il agissait sur les ordres d'Abu Sa'id, une affirmation qu'il a rejetée. Il a été exécuté à Soltaniyeh avec une brochette enfoncée du menton jusqu'au cerveau. Le corps d'Irinjin a été exposé pendant 2 à 3 jours et sa tête décapitée a été envoyée dans les provinces d'Ilkhanate. Son fils Vafadar, âgé de 15 ans, a également été décapité, tandis que sa femme Könchek a été piétinée à mort par des chevaux. Au total, 36 émirs et 7 khatuns ont été exécutés, dont Amir Toqmaq, Qurumishi, la princesse Könchek (fille de Tekuder ) et Irinjin. Qutluqshah Khatun a été épargné et marié à Pulad Qiya, un frère d'Amir Ordu Qiya. Cheikh Ali avait déjà été exécuté avant la bataille.

## Religion
Irinjin était nestorien et avait également une famille chrétienne. Sa famille a été enterrée à l'église Mar Shalita de Maragheh, à laquelle il a fait don des revenus d'un village et a empêché sa conversion en mosquée. Il aurait également été un ami proche de Mar Yahballaha III.

## Famille
Il était marié à la fille de Tekuder, Könchek Khatun (décédée en 1319) et avait d'autres épouses, dont une certaine Sarijah avec qui il eut plusieurs enfants :
1. Shaykh Ali (décédé en 1319) - marié à une fille d'Essen Qutluqh le 28 avril 1305
2. Qutluqshah Khatun — fiancée le 18 mars 1305, m. 20 juin 1305 à Öljaitü, puis Pulad Qiya
3. Tursin Khatun (décédé en 1324) - marié à Demasq Kaja
4. Vafadar (1304 - 1319)

Grâce à sa fille Tursin Khatun, il est devenu l'ancêtre des Jalayirids du côté maternel.